# Dîn-i-Ilâhî
La Dîn-i-Ilâhî (persan: دینِ اِلهی [dīn-i ilāhi], religion divine ou culte divin) est un mouvement religieux éclectique d'élite (il n'a jamais compté plus de dix-neuf adeptes), formulé par l''empereur moghol Akbar (1542-1605) à la fin du XVIe siècle.
Bien que l'appellation (forgée par l'historien indien Abd al-Qadir Badayuni (en), m. vers 1615) laisse à penser qu'il s'agisse d'une religion, ce n'est sans doute pas le cas, car elle fait d’Akbar le fondateur d’une nouvelle religion, un apostat de l’islam, choses qu'il ne fut jamais,. En fait, Akbar appelait son enseignement Tawhîd-i ilâhi, c'est-à-dire « monothéisme divin », mais la plupart des historiens continuent à utiliser l'expression de Badayuni.

## Contexte

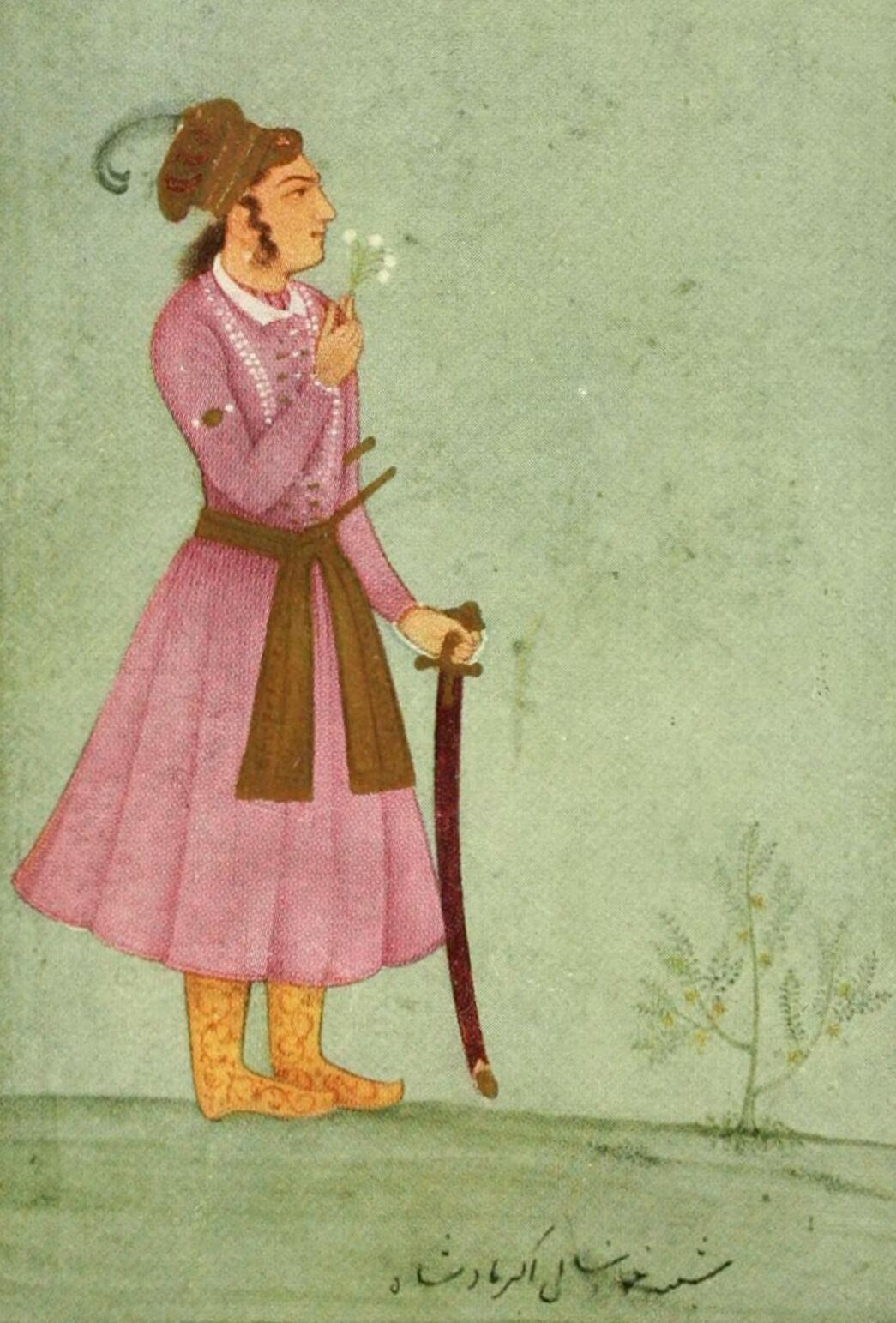
Akbar vers 1557.

Né lui-même d'une mère chiite et d'un père sunnite, l'empereur Akbar remarqua que les sultans de Delhi n'avaient pas vraiment réussi à répandre l'islam en Inde au-delà des communautés d'intouchables et des basses castes, qui pensaient trouver dans cette religion une dignité nouvelle. Désireux d'asseoir le pouvoir moghol, il chercha une voie pour unifier l'Inde. Par ailleurs il a fait preuve d'un véritable désir d'acquérir une connaissance authentique des confessions  présentes dans son empire.
Ainsi dès 1562, il prohibe les conversions forcées et la circoncision des garçons avant douze ans sans leur consentement. Il supprime aussi la jizya, impôt frappant les non-musulmans, introduit durant le sultanat de Delhi. En 1572, Akbar fait un sermon en hindî et en arabe dans la Jâma-Masjid de sa nouvelle capitale de Fatehpur Sikri. Dans ce prêche, il encourage un esprit de tolérance et un syncrétisme indo-musulman.

### Les assemblées de l'Ibadat Khana
Abul al-Fazl ibn Mubarak, le secrétaire particulier d'Akbar, le persuade qu'il est le chef spirituel de son peuple. Toujours à Fatehpur Sikri, en 1575, Akbar fait alors élever l'Ibadat Khana (it) (« maison de l’adoration »): chaque jeudi il y réunit autour de lui, pour débattre de questions religieuses, une assemblée composée de savants musulmans, hindous, jaïns, mazdéens, et finalement de jésuites avec qui les rapports furent cordiaux (bien que ces derniers aient cherché avant tout à obtenir la conversion de l'empereur, et que celui-ci se refusât à abandonner la polygamie).

## Contenu

### LeMazharet leTawhîd-i Ilâhî

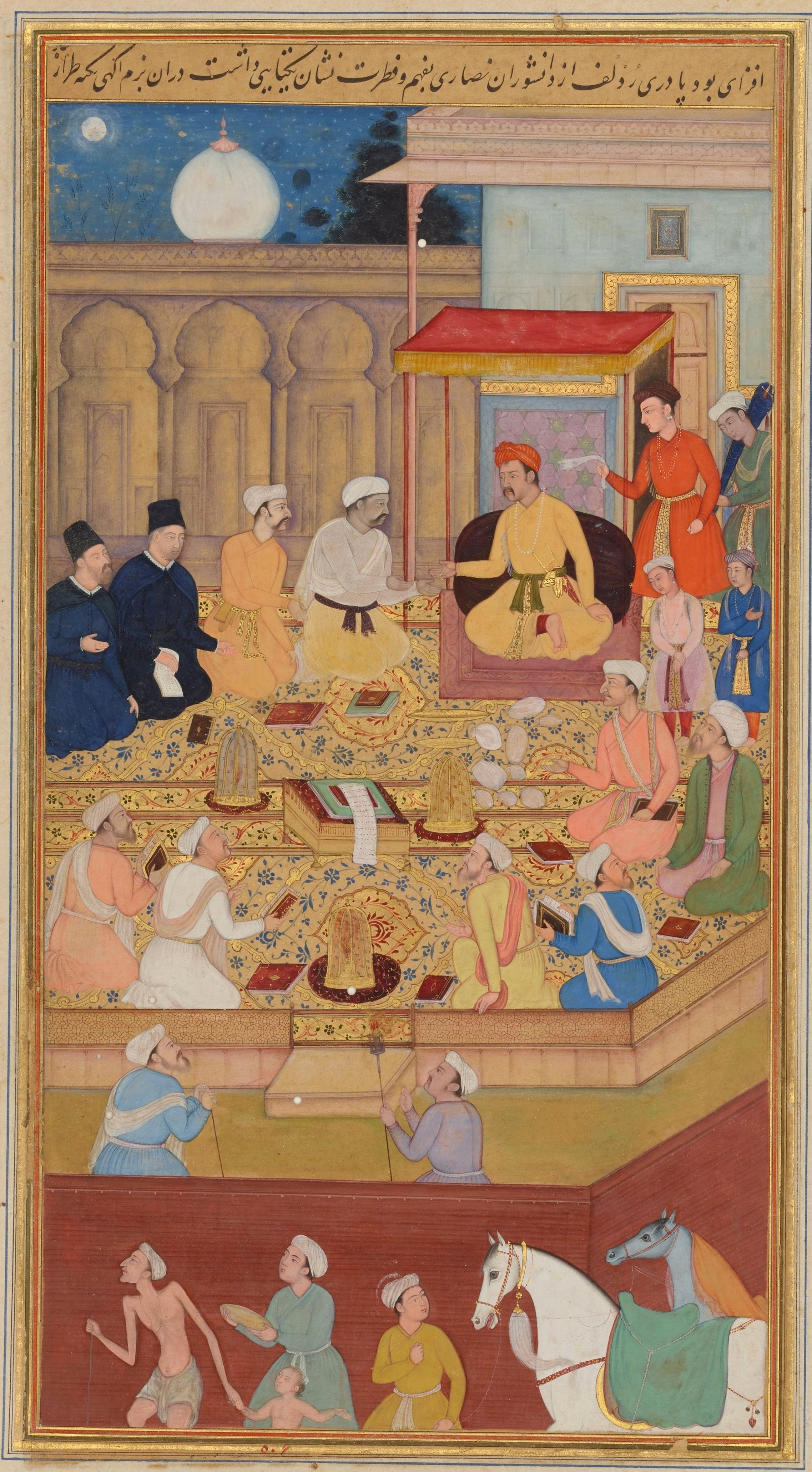
Réunion dans l'Ibadat Khana autour d'Akbar. Vêtus de noir, Rodolfo Acquaviva et Antonio Monserrate, les deux jésuites qui prirent part aux débats.

Le premier résultat de ces réunions fut le Mahzar, un document capital rédigé en septembre 1579, qui affirmait l'autorité d'Akbar sur les oulémas et sa suprématie spirituelle en ce qui concerne l'interprétation du Coran sur toutes les institutions musulmanes,; le document l'autorise aussi à publier des édits en opposition avec le Coran dans l'intérêt public. Suivit, en 1581, la création de la société religieuse, le Tawhîd-i Ilâhî, le « divin monothéisme », que certains musulmans, à la suite de Abd al-Qadir Badayuni nomment le Dîn-i-Ilâhî, une expression qui aurait signifié qu'Akbar était le fondateur d’une nouvelle religion et qu'il était ainsi un apostat de l’islam, ce qui est sans doute aux antipodes de ses intentions. Selon Annemarie Schimmel, il faut parler d'« ordre [religieux] » plutôt que de religion.
La Dîn-i-Ilâhî n'est pas une religion à proprement parler, mais plutôt une confrérie d'une inspiration soufie, et le Suhl-i Kûl, la « tolérance universelle » chère aux soufis, devait être le fondement du comportement des fidèles. Abû'l Fadl, lui-même fils d'un religieux musulman du nom de Mubârak Shaikh, en devient le chef religieux.

### Principes
La Dîn-i-Ilâhî, fortement architecturée autour de l'islam chiite[réf. nécessaire], empruntait au jaïnisme le respect de toute vie animale. Le monde, comme création de Dieu, est un endroit unique et unifié qui reflète la singularité et l'unité de son créateur. Un élément essentiel de ce mouvement était le culte de la lumière, qu'il s'agisse du soleil ou du feu, ce qui peut avoir été inspiré par le zoroastrisme. Mais il consistait aussi en la revivification d'un ancien rite des ancêtres d'Akbar, nomades de la steppe, attesté dès le VIIIe siècle. Elle mettait aussi nettement en avant un culte de l'empereur, incarnation de l'homme parfait (al-insân al-kâmil) du soufisme, qui durera jusqu'à la fin de l'empire, longtemps après l'abandon de la Dîn-i-Ilâhî. Les ulémas s'opposèrent fortement aux cultes solaire et impérial, qu'ils considéraient comme païens.
Akbar s'est élevé contre la pratique de la satî, mais sans interdire pour autant le suicide volontaire, un acte qui relevait de la liberté de chacun. D'autre part, il autorisa le remariage des veuves (chose qui allait à l'encontre de la coutume hindoue), tout en s'opposant aux mariages précoces.
Cette société religieuse ne compta jamais qu'un nombre très restreint de membres — dix-sept ou dix-neuf, ou peut-être trente-cinq[réf. souhaitée], dont Jahângîr, selon certains auteurs. Elle ne survécut quasiment pas à son initiateur.

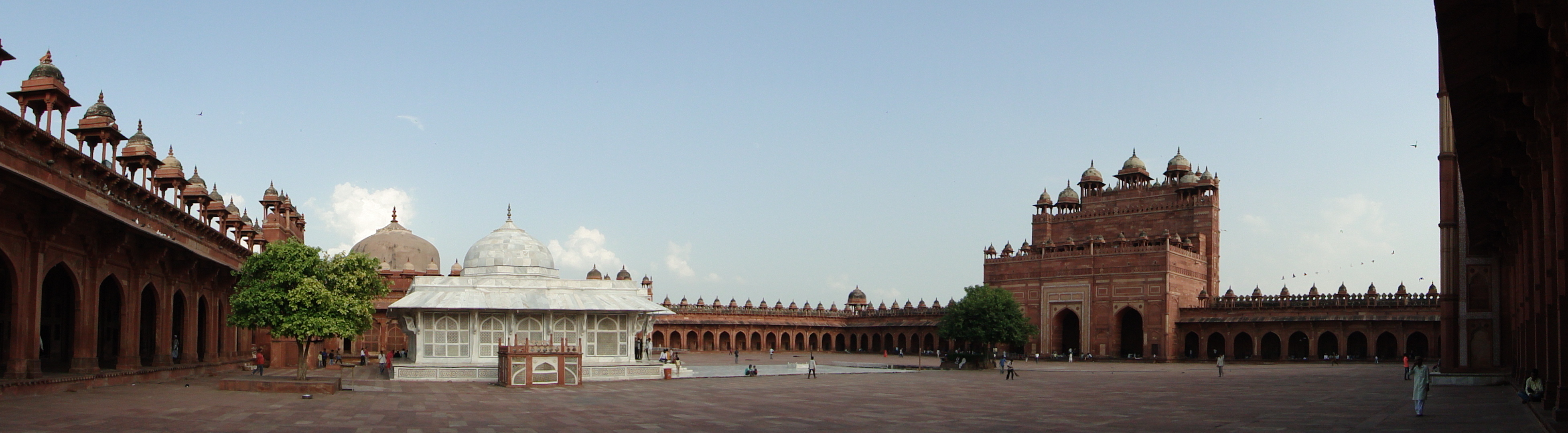
Vue de la cour de la Mosquée du Vendredi à Fatehpur Sikri. En blanc, le tombeau du shayk soufi Salim Chishti (m. 1572).

#### Dans la littérature
- Catherine Clément, Les Ravissements du Grand Moghol, Paris, Seuil, 2016, 336 p. (ISBN 978-2-021-22743-7)Met en scène, entre autres choses, les rencontres d'Akbar avec des représentants des religions à Fathepur Sikri.